# Département d'Oussouye
Le département d'Oussouye est l'un des 46 départements du Sénégal et l'un des 3 départements de la région de Ziguinchor. Il est situé en Basse-Casamance, sur la rive gauche de l'embouchure du fleuve Casamance.

## Administration

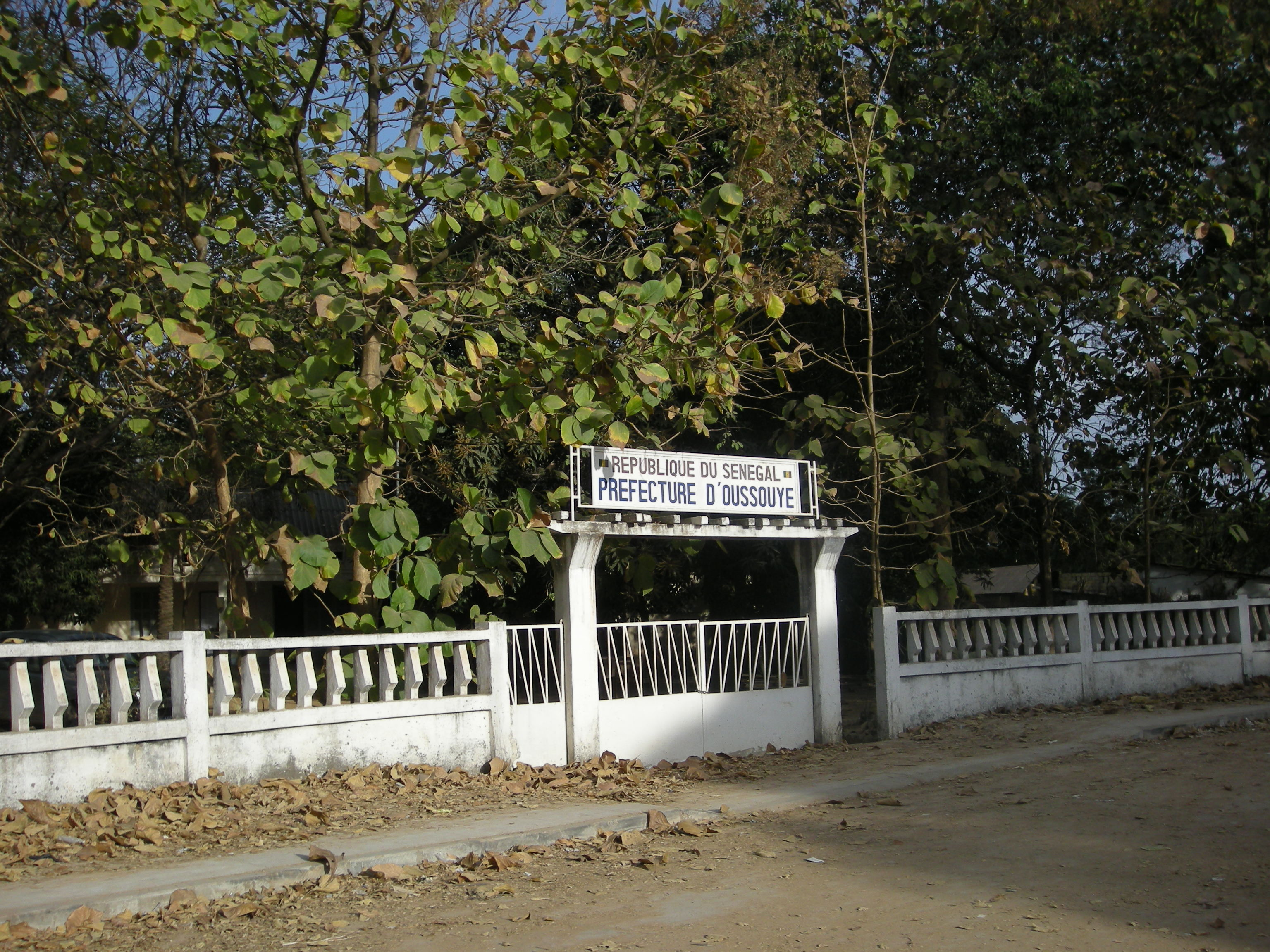
La Préfecture d'Oussouye.

Son chef-lieu est la ville d'Oussouye, qui est aussi la seule commune du département.
Il comprend les arrondissements et communautés rurales suivants : 
- Arrondissement de Kabrousse
  - Diembéring CR
  - Santhiaba Manjacque CR
- Arrondissement de Loudia Ouoloff
  - Mlomp CR
  - Oukout CR

### Physique géologique

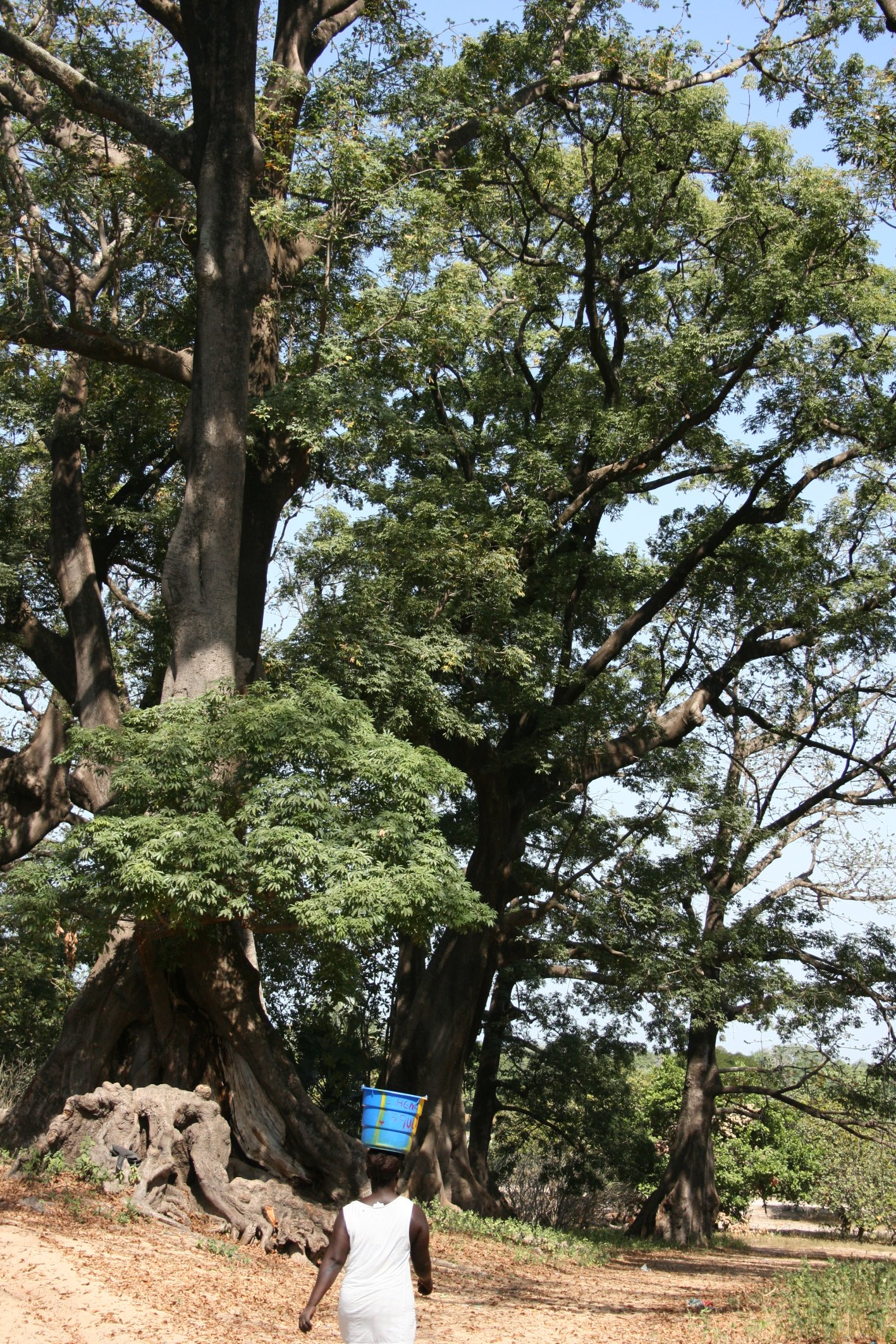
Fromager aux environs de Diembéring.

## Géographie

### Population
Lors du recensement de décembre 2002, la population était de 35 429 habitants. En 2005, elle était estimée à 36 506 personnes. Le département d'Oussouye est en 2023 le second moins peuplé du pays avec 52 883 habitants.

### Économie

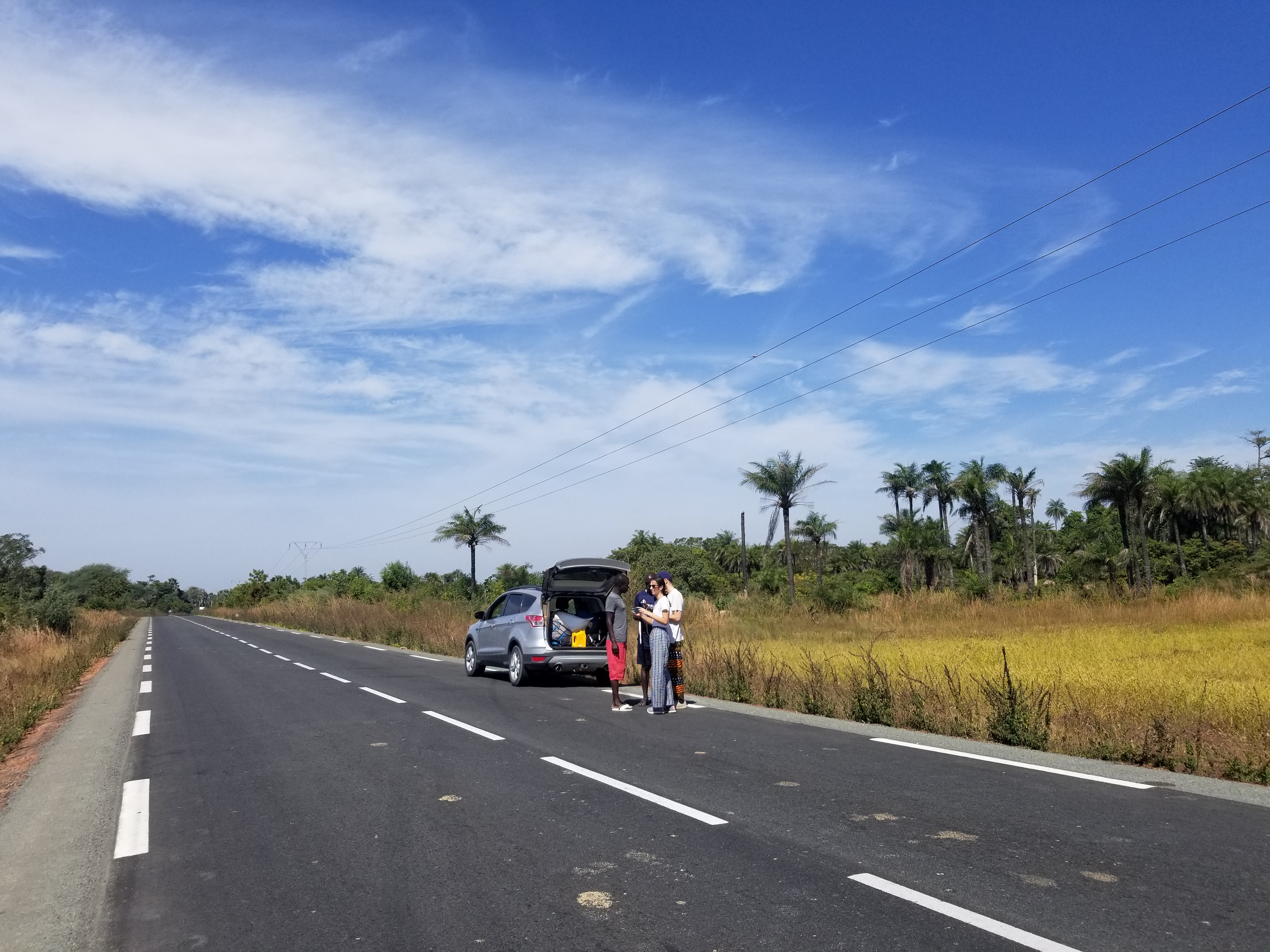
Route bitumée vers Oussouye.

Les activités économiques les plus importantes sont l'agriculture (riziculture en zone de mangrove), le tourisme et la pêche.
Le département d'Oussouye est un centre touristique au Sénégal avec des stations balnéaires comme Cap Skirring, Djimbéring etc. Le tourisme balnéaire est associé à l'écotourisme. 
Il faut également noter que l'activité de pêche, qui constitue une source de revenu pour la population, doit beaucoup à l'existence d'un écosystème de mangrove qui sert nurserie pour les poissons.